# 10e étape du Tour d'Espagne 2019
Pour un article plus général, voir Tour d'Espagne 2019.
La 10e étape du Tour d'Espagne 2019 se déroule le mardi 3 septembre 2019, sous la forme d'un contre-la-montre, entre Jurançon et Pau, sur une distance de 36,1 km.

## Résultats

### Classement de l'étape
| \| Classement de l'étape \| Classement de l'étape \| Classement de l'étape \| Classement de l'étape \| Classement de l'étape \| \| Coureur \| Coureur \| Pays \| Équipe \| Temps \| \| --------------------- \| --------------------- \| --------------------- \| --------------------- \| --------------------- \| \| 1er \| Primož Roglič \| Slovénie \| Team Jumbo-Visma \| 47 min 05 s \| \| 2e \| Patrick Bevin \| Nouvelle-Zélande \| CCC Team \| + 25 s \| \| 3e \| Rémi Cavagna \| France \| Deceuninck-Quick Step \| + 27 s \| \| 4e \| Lawson Craddock \| États-Unis \| EF Education First \| + 48 s \| \| 5e \| Nélson Oliveira \| Portugal \| Movistar Team \| + 1 min 02 s \| \| 6e \| Pierre Latour \| France \| AG2R La Mondiale \| + 1 min 14 s \| \| 7e \| Thomas De Gendt \| Belgique \| Lotto-Soudal \| + 1 min 21 s \| \| 8e \| Marc Soler \| Espagne \| Movistar Team \| + 1 min 22 s \| \| 9e \| Dylan Teuns \| Belgique \| Bahrain-Merida \| + 1 min 27 s \| \| 10e \| Daniel Martínez \| Colombie \| EF Education First \| + 1 min 28 s \| |                 |                  |                       |              |
| |                 |                  |                       |              |
| Source : ProCyclingStats |                 |                  |                       |              |
| Classement de l'étape |                 |                  |                       |              |
| Coureur | Coureur         | Pays             | Équipe                | Temps        |
| 1er | Primož Roglič   | Slovénie         | Team Jumbo-Visma      | 47 min 05 s  |
| 2e | Patrick Bevin   | Nouvelle-Zélande | CCC Team              | + 25 s       |
| 3e | Rémi Cavagna    | France           | Deceuninck-Quick Step | + 27 s       |
| 4e | Lawson Craddock | États-Unis       | EF Education First    | + 48 s       |
| 5e | Nélson Oliveira | Portugal         | Movistar Team         | + 1 min 02 s |
| 6e | Pierre Latour   | France           | AG2R La Mondiale      | + 1 min 14 s |
| 7e | Thomas De Gendt | Belgique         | Lotto-Soudal          | + 1 min 21 s |
| 8e | Marc Soler      | Espagne          | Movistar Team         | + 1 min 22 s |
| 9e | Dylan Teuns     | Belgique         | Bahrain-Merida        | + 1 min 27 s |
| 10e | Daniel Martínez | Colombie         | EF Education First    | + 1 min 28 s |

## Classements à l'issue de l'étape

### Classement général
| \| Classement général \| Classement général \| Classement général \| Classement général \| Classement général \| \| Coureur \| Coureur \| Pays \| Équipe \| Temps \| \| ------------------ \| ------------------ \| ------------------ \| -------------------------- \| ------------------ \| \| 1er \| Primož Roglič \| Slovénie \| Team Jumbo-Visma \| 36 h 05 min 29 s \| \| 2e \| Alejandro Valverde \| Espagne \| Movistar Team \| + 1 min 52 s \| \| 3e \| Miguel Ángel López \| Colombie \| Astana \| + 2 min 11 s \| \| 4e \| Nairo Quintana \| Colombie \| Movistar Team \| + 3 min 00 s \| \| 5e \| Tadej Pogačar \| Slovénie \| UAE Team Emirates \| + 3 min 05 s \| \| 6e \| Carl Fredrik Hagen \| Norvège \| Lotto-Soudal \| + 4 min 59 s \| \| 7e \| Rafał Majka \| Pologne \| Bora-Hansgrohe \| + 5 min 42 s \| \| 8e \| Nicolas Edet \| France \| Cofidis, Solutions Crédits \| + 5 min 49 s \| \| 9e \| Dylan Teuns \| Belgique \| Bahrain-Merida \| + 6 min 07 s \| \| 10e \| Wilco Kelderman \| Pays-Bas \| Team Sunweb \| + 6 min 25 s \| |                    |          |                            |                  |
| |                    |          |                            |                  |
| Source : ProCyclingStats |                    |          |                            |                  |
| Classement général |                    |          |                            |                  |
| Coureur | Coureur            | Pays     | Équipe                     | Temps            |
| 1er | Primož Roglič      | Slovénie | Team Jumbo-Visma           | 36 h 05 min 29 s |
| 2e | Alejandro Valverde | Espagne  | Movistar Team              | + 1 min 52 s     |
| 3e | Miguel Ángel López | Colombie | Astana                     | + 2 min 11 s     |
| 4e | Nairo Quintana     | Colombie | Movistar Team              | + 3 min 00 s     |
| 5e | Tadej Pogačar      | Slovénie | UAE Team Emirates          | + 3 min 05 s     |
| 6e | Carl Fredrik Hagen | Norvège  | Lotto-Soudal               | + 4 min 59 s     |
| 7e | Rafał Majka        | Pologne  | Bora-Hansgrohe             | + 5 min 42 s     |
| 8e | Nicolas Edet       | France   | Cofidis, Solutions Crédits | + 5 min 49 s     |
| 9e | Dylan Teuns        | Belgique | Bahrain-Merida             | + 6 min 07 s     |
| 10e | Wilco Kelderman    | Pays-Bas | Team Sunweb                | + 6 min 25 s     |

| Classement par points | Classement par points | Classement par points | Classement par points  | Classement par points |
| Coureur               | Coureur               | Pays                  | Équipe                 | Points                |
| --------------------- | --------------------- | --------------------- | ---------------------- | --------------------- |
| 1er                   | Primož Roglič         | Slovénie              | Team Jumbo-Visma       | 89 pts                |
| 2e                    | Nairo Quintana        | Colombie              | Movistar Team          | 70 pts                |
| 3e                    | Alejandro Valverde    | Espagne               | Movistar Team          | 61 pts                |
| 4e                    | Tadej Pogačar         | Slovénie              | UAE Team Emirates      | 61 pts                |
| 5e                    | Sam Bennett           | Irlande               | Bora-Hansgrohe         | 45 pts                |
| 6e                    | Miguel Ángel López    | Colombie              | Astana                 | 42 pts                |
| 7e                    | Dylan Teuns           | Belgique              | Bahrain-Merida         | 37 pts                |
| 8e                    | Fabio Jakobsen        | Pays-Bas              | Deceuninck-Quick Step  | 34 pts                |
| 9e                    | Nikias Arndt          | Allemagne             | Team Sunweb            | 27 pts                |
| 10e                   | Alex Aranburu         | Espagne               | Caja Rural-Seguros RGA | 27 pts                |

| Classement par points | Classement par points | Classement par points | Classement par points  | Classement par points |
| Coureur               | Coureur               | Pays                  | Équipe                 | Points                |
| --------------------- | --------------------- | --------------------- | ---------------------- | --------------------- |
| 1er                   | Primož Roglič         | Slovénie              | Team Jumbo-Visma       | 89 pts                |
| 2e                    | Nairo Quintana        | Colombie              | Movistar Team          | 70 pts                |
| 3e                    | Alejandro Valverde    | Espagne               | Movistar Team          | 61 pts                |
| 4e                    | Tadej Pogačar         | Slovénie              | UAE Team Emirates      | 61 pts                |
| 5e                    | Sam Bennett           | Irlande               | Bora-Hansgrohe         | 45 pts                |
| 6e                    | Miguel Ángel López    | Colombie              | Astana                 | 42 pts                |
| 7e                    | Dylan Teuns           | Belgique              | Bahrain-Merida         | 37 pts                |
| 8e                    | Fabio Jakobsen        | Pays-Bas              | Deceuninck-Quick Step  | 34 pts                |
| 9e                    | Nikias Arndt          | Allemagne             | Team Sunweb            | 27 pts                |
| 10e                   | Alex Aranburu         | Espagne               | Caja Rural-Seguros RGA | 27 pts                |

| Classement de la montagne | Classement de la montagne | Classement de la montagne | Classement de la montagne     | Classement de la montagne |
| Coureur                   | Coureur                   | Pays                      | Équipe                        | Points                    |
| ------------------------- | ------------------------- | ------------------------- | ----------------------------- | ------------------------- |
| 1er                       | Ángel Madrazo             | Espagne                   | Burgos-BH                     | 29 pts                    |
| 2e                        | Geoffrey Bouchard         | France                    | AG2R La Mondiale              | 21 pts                    |
| 3e                        | Alejandro Valverde        | Espagne                   | Movistar Team                 | 18 pts                    |
| 4e                        | Sergio Henao              | Colombie                  | UAE Team Emirates             | 17 pts                    |
| 5e                        | Mikel Bizkarra            | Espagne                   | Euskadi Basque Country-Murias | 16 pts                    |
| 6e                        | Jetse Bol                 | Pays-Bas                  | Burgos-BH                     | 11 pts                    |
| 7e                        | Tadej Pogačar             | Slovénie                  | UAE Team Emirates             | 10 pts                    |
| 8e                        | Primož Roglič             | Slovénie                  | Team Jumbo-Visma              | 10 pts                    |
| 9e                        | Hermann Pernsteiner       | Autriche                  | Bahrain-Merida                | 10 pts                    |
| 10e                       | Wout Poels                | Pays-Bas                  | Team Ineos                    | 9 pts                     |

| Classement de la montagne | Classement de la montagne | Classement de la montagne | Classement de la montagne     | Classement de la montagne |
| Coureur                   | Coureur                   | Pays                      | Équipe                        | Points                    |
| ------------------------- | ------------------------- | ------------------------- | ----------------------------- | ------------------------- |
| 1er                       | Ángel Madrazo             | Espagne                   | Burgos-BH                     | 29 pts                    |
| 2e                        | Geoffrey Bouchard         | France                    | AG2R La Mondiale              | 21 pts                    |
| 3e                        | Alejandro Valverde        | Espagne                   | Movistar Team                 | 18 pts                    |
| 4e                        | Sergio Henao              | Colombie                  | UAE Team Emirates             | 17 pts                    |
| 5e                        | Mikel Bizkarra            | Espagne                   | Euskadi Basque Country-Murias | 16 pts                    |
| 6e                        | Jetse Bol                 | Pays-Bas                  | Burgos-BH                     | 11 pts                    |
| 7e                        | Tadej Pogačar             | Slovénie                  | UAE Team Emirates             | 10 pts                    |
| 8e                        | Primož Roglič             | Slovénie                  | Team Jumbo-Visma              | 10 pts                    |
| 9e                        | Hermann Pernsteiner       | Autriche                  | Bahrain-Merida                | 10 pts                    |
| 10e                       | Wout Poels                | Pays-Bas                  | Team Ineos                    | 9 pts                     |

| Classement du meilleur jeune | Classement du meilleur jeune | Classement du meilleur jeune | Classement du meilleur jeune  | Classement du meilleur jeune |
| Coureur                      | Coureur                      | Pays                         | Équipe                        | Temps                        |
| ---------------------------- | ---------------------------- | ---------------------------- | ----------------------------- | ---------------------------- |
| 1er                          | Miguel Ángel López           | Colombie                     | Astana                        | 36 h 07 min 40 s             |
| 2e                           | Tadej Pogačar                | Slovénie                     | UAE Team Emirates             | + 54 s                       |
| 3e                           | Sergio Higuita               | Colombie                     | EF Education First            | + 7 min 56 s                 |
| 4e                           | Óscar Rodríguez Garaicoechea | Espagne                      | Euskadi Basque Country-Murias | + 12 min 28 s                |
| 5e                           | Daniel Martínez              | Colombie                     | EF Education First            | + 13 min 01 s                |
| 6e                           | James Knox                   | Royaume-Uni                  | Deceuninck-Quick Step         | + 13 min 06 s                |
| 7e                           | Ruben Guerreiro              | Portugal                     | Katusha-Alpecin               | + 14 min 29 s                |
| 8e                           | Kilian Frankiny              | Suisse                       | Groupama-FDJ                  | + 16 min 52 s                |
| 9e                           | Cristian Rodríguez           | Espagne                      | Caja Rural-Seguros RGA        | + 25 min 23 s                |
| 10e                          | Niklas Eg                    | Danemark                     | Trek-Segafredo                | + 31 min 01 s                |

| Classement du meilleur jeune | Classement du meilleur jeune | Classement du meilleur jeune | Classement du meilleur jeune  | Classement du meilleur jeune |
| Coureur                      | Coureur                      | Pays                         | Équipe                        | Temps                        |
| ---------------------------- | ---------------------------- | ---------------------------- | ----------------------------- | ---------------------------- |
| 1er                          | Miguel Ángel López           | Colombie                     | Astana                        | 36 h 07 min 40 s             |
| 2e                           | Tadej Pogačar                | Slovénie                     | UAE Team Emirates             | + 54 s                       |
| 3e                           | Sergio Higuita               | Colombie                     | EF Education First            | + 7 min 56 s                 |
| 4e                           | Óscar Rodríguez Garaicoechea | Espagne                      | Euskadi Basque Country-Murias | + 12 min 28 s                |
| 5e                           | Daniel Martínez              | Colombie                     | EF Education First            | + 13 min 01 s                |
| 6e                           | James Knox                   | Royaume-Uni                  | Deceuninck-Quick Step         | + 13 min 06 s                |
| 7e                           | Ruben Guerreiro              | Portugal                     | Katusha-Alpecin               | + 14 min 29 s                |
| 8e                           | Kilian Frankiny              | Suisse                       | Groupama-FDJ                  | + 16 min 52 s                |
| 9e                           | Cristian Rodríguez           | Espagne                      | Caja Rural-Seguros RGA        | + 25 min 23 s                |
| 10e                          | Niklas Eg                    | Danemark                     | Trek-Segafredo                | + 31 min 01 s                |

| Classement par équipes | Classement par équipes        | Classement par équipes | Classement par équipes |
| Équipe                 | Équipe                        | Pays                   | Temps                  |
| ---------------------- | ----------------------------- | ---------------------- | ---------------------- |
| 1re                    | Movistar Team                 | Espagne                | 107 h 43 min 41 s      |
| 2e                     | Team Jumbo-Visma              | Pays-Bas               | + 18 min 11 s          |
| 3e                     | Astana                        | Kazakhstan             | + 22 min 02 s          |
| 4e                     | AG2R La Mondiale              | France                 | + 1 h 06 min 37 s      |
| 5e                     | Cofidis, Solutions Crédits    | France                 | + 1 h 08 min 46 s      |
| 6e                     | EF Education First            | États-Unis             | + 1 h 08 min 52 s      |
| 7e                     | Mitchelton-Scott              | Australie              | + 1 h 09 min 45 s      |
| 8e                     | Euskadi Basque Country-Murias | Espagne                | + 1 h 11 min 38 s      |
| 9e                     | Team Sunweb                   | Allemagne              | + 1 h 17 min 22 s      |
| 10e                    | Trek-Segafredo                | États-Unis             | + 1 h 19 min 20 s      |

| Classement par équipes | Classement par équipes        | Classement par équipes | Classement par équipes |
| Équipe                 | Équipe                        | Pays                   | Temps                  |
| ---------------------- | ----------------------------- | ---------------------- | ---------------------- |
| 1re                    | Movistar Team                 | Espagne                | 107 h 43 min 41 s      |
| 2e                     | Team Jumbo-Visma              | Pays-Bas               | + 18 min 11 s          |
| 3e                     | Astana                        | Kazakhstan             | + 22 min 02 s          |
| 4e                     | AG2R La Mondiale              | France                 | + 1 h 06 min 37 s      |
| 5e                     | Cofidis, Solutions Crédits    | France                 | + 1 h 08 min 46 s      |
| 6e                     | EF Education First            | États-Unis             | + 1 h 08 min 52 s      |
| 7e                     | Mitchelton-Scott              | Australie              | + 1 h 09 min 45 s      |
| 8e                     | Euskadi Basque Country-Murias | Espagne                | + 1 h 11 min 38 s      |
| 9e                     | Team Sunweb                   | Allemagne              | + 1 h 17 min 22 s      |
| 10e                    | Trek-Segafredo                | États-Unis             | + 1 h 19 min 20 s      |